# FAM 2022
La Temporada 2022 de la FAM, será la tercera edición de la Liga Fútbol Americano de México. Actualmente la FAM está conformada por nueve equipos ubicados en las ciudades de Cancún, Chihuahua, Ciudad Juárez, Ciudad de México, Monterrey, Naucalpan, Querétaro, San José del Cabo y Zapopan. La competencia se jugará de abril a julio con las reglas profesionales de la National Football League (NFL).
Originalmente se tenía planificado llevar a cabo la tercera temporada en 2021, sin embargo fue cancelada debido a una falta de rentabilidad al no poder realizarse encuentros con público presente debido a las restricciones dadas por la Pandemia de COVID-19 en México y se decidió realizar en 2022.
Se tratará también del debut en la liga de los Jefes de Ciudad Juárez, Parrilleros de Monterrey y Tiburones de Cancún así como del regreso de los Pioneros de Querétaro. 

## Equipos
| Equipo      | Ciudad                                 | Entrenador en jefe | Estadio                               | Capacidad |
| ----------- | -------------------------------------- | ------------------ | ------------------------------------- | --------- |
| Bulldogs    | Naucalpan, Estado de México            | Rafael Duk         | Estadio Redskins del Estado de México | 3,000     |
| Caudillos   | Chihuahua, Chihuahua                   | Federico Landeros  | Estadio Olímpico Universitario        | 22,000    |
| Jefes       | Ciudad Juárez, Chihuahua               | David Silva        | Estadio 20 de Noviembre               | 9,000     |
| Marlins     | San José del Cabo, Baja California Sur | César Martínez     | Estadio Complejo Deportivo Don Koll   | 4,000     |
| Parrilleros | Monterrey, Nuevo León                  | Edmundo Reyes      | Estadio Banorte                       | 10,057    |
| Pioneros    | Querétaro, Querétaro                   | Alberto De León    | La Pirámide                           | 4,000     |
| Rojos CDMX  | Ciudad de México                       | Raúl Rivera        | Estadio Jesús Martínez "Palillo"      | 6,000     |
| Tequileros  | Zapopan, Jalisco                       | Francisco Vázquez  | Estadio Tres de Marzo                 | 18,750    |
| Tiburones   | Cancún, Quintana Roo                   |                    | Estadio Cancún 86                     | 6,390     |

## Acontecimientos relevantes
- El inicio de la temporada regular tuvo que ser aplazado al verano de 2021 debido a la Pandemia de COVID-19 en México.[2] y posteriormente a primavera de 2022 por el mismo motivo.[1]
- En esta temporada se integrarían los Rarámuris de Ciudad Juárez[3] sin embargo, debido a lo que el equipo calificó como «diferencias irreconocibles» con la directiva de la Liga, estos descartaron participar.
- Este temporada se integraron los Jefes de Ciudad Juárez,[4] mientras que se desafilió al equipo de Centauros de Ciudad Juárez.[5]
- Previo a iniciar la temporada Rarámuris de Ciudad Juárez lanzó un comunicado, en el que explicó que no se trató de un cambio de nombre, si no la creación de una nueva franquicia, desafiliando a los Rarámuris a días de iniciar, en él también anunciaron que buscaran jugar en otra liga para la temporada 2023.
- Esta temporada también será la primera de los Tiburones de Cancún[6] y de Parrilleros de Monterrey.[7]
- En esta temporada regresarán los Pioneros de Querétaro luego de participar en la Liga de Fútbol Americano Profesional de México.[8]
- Previo a la semana 4 de la temporada, Jefes de Ciudad Juárez anunciaron separación de su Primer Entrenador por malos resultados (1-2). El entrenador respondió que renunció debido a la imposición de jugadores por parte de la directiva.

## Sistema de competencia

### Reglas de juego
La competencia se juega con las reglas de la National Football League (NFL), salvo algunas excepciones en las que se aplican reglas de la NCAA, la Alliance of American Football, u otras desarrolladas de manera interna.

## Temporada Regular
La temporada regular se jugará de abril a julio y durará nueve semanas en las que cada equipo se enfrentará con cada uno de los otros equipos en una ocasión, alternando partidos de local y visitante y teniendo una semana de descanso. Los equipos tendrán una semana de descanso antes de la final de la temporada, y jugarán un total de 8 partidos de temporada regular y en su defecto 2 de postemporada.